# Göteborgs centralstation

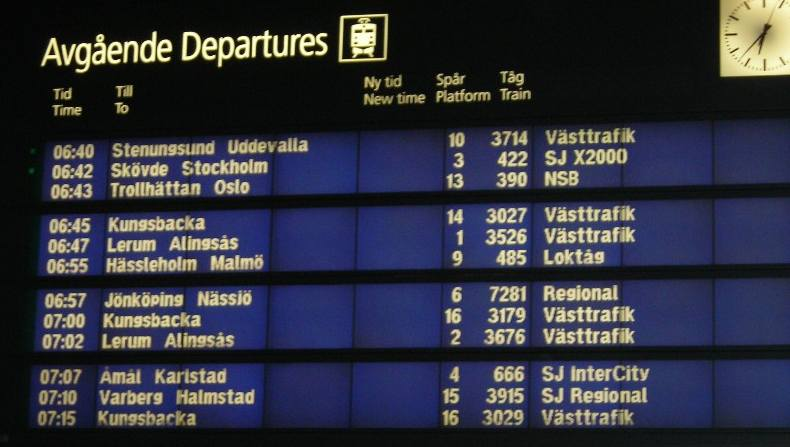
Die Anzeigetafel im Bahnhof

Göteborgs centralstation oder Göteborg C ist der Hauptbahnhof der schwedischen Stadt Göteborg. Er ist der zweitgrößte Bahnhof des Landes nach Stockholms centralstation und wird von täglich 40.000 Reisenden genutzt. Der Bahnhof ist ein Kopfbahnhof mit 16 Gleisen und wurde am 4. Oktober 1858 eröffnet. Von Göteborg C fahren Züge nach Oslo, Stockholm, Malmö und Kopenhagen. Des Weiteren werden alle größeren Städte in Schweden von hier angefahren.
Architekt des Bahnhofsgebäudes war der Chefarchitekt des Statens Järnvägars arkitektkontor (deutsch Architekturbüro der Staatlichen Eisenbahnen) Adolf Wilhelm Edelsvärd. 1978 wurde hier das weltweit erste elektronische Stellwerk von Ericsson Signal installiert.
Es verkehrt unter anderem der S-Bahn-ähnliche Pendeltåg, welcher Göteborg mit dem nahen Umland verbindet. Außerdem fährt der Hochgeschwindigkeitszug X2000 der Schwedischen Staatsbahn von Göteborg nach Stockholm und Malmö. Eine internationale Verbindung stellt die Verkehrsgesellschaft Öresundståg her, welche von Göteborg bis nach Kopenhagen in Dänemark über die Öresundverbindung fährt.
Im Zuge des Projekts Västlänken (Westanbindung) sollen als Ergänzung des Kopfbahnhofs zwei unterirdische Durchgangsgleise als Teil eines acht Kilometer langen Tunnels unter der Stadt entstehen.